# Ніно Бенвенуті
Ніно Бенвенуті (справжнє ім'я Джованні; італ. Nino Benvenuti; 26 квітня 1936, Ізола, Італія — 20 травня 2025, Рим) — італійський боксер, олімпійський чемпіон 1960 року. Чемпіон світу серед професіоналів у першій середній та середній вагових категоріях. Володар Кубку Вела Баркера, як найтехнічніший боксер Олімпійських ігор 1960 року. Найкращий боксер 1968 року за версією журналу The Ring, окрім цього, у 1970 році це видання назвало бій проти Карлоса Монсона боєм року. У 1992 році боксера було внесено до Міжнародної зали боксерської слави.

## Аматорська кар'єра
Олімпійські ігри 1960 
- 1/16 фіналу. Переміг Жіна Джоссеоіна (Франція) 5-0
- 1/8 фіналу. Переміг Кім Гі Су (Південна Корея) 5-0
- 1/4 фіналу. Переміг Шишмана Міцева (Болгарія) 5-0
- 1/2 фіналу. Переміг Джиммі Лойда (Велика Британія) 5-0
- Фінал. Переміг Юрія Радоняка (СРСР) 4-1